# 妙玖
妙玖（1499年—1546年1月2日），日本戰國時代的女性。父親是安藝國國人吉川國經。母親是高橋直信的女兒。本名不詳。毛利元就的正室。子女有毛利隆元、五龍局、吉川元春、小早川隆景。

## 生平
在明應8年（1499年）於小倉山城出生。成年後，以政略婚姻的形式，嫁予安藝國的有力國人毛利氏一族的毛利元就（時期有2種説法，其一是元就以多治比殿的身份獨立後的永正10年（1513年）期間；另一說法是在有田中井手之戰前後的永正14年（1517年），嫁入多治比猿掛城）。與元就之間誕下長女（成為高橋氏的人質，在高橋氏滅亡時被處刑）、嫡男隆元（大永3年（1523年））、次女五龍局（享祿2年（1529年））、元春（享祿3年（1530年））、隆景（天文2年（1533年））。
在天文14年（1546年）於吉田郡山城內死去。享年47歲。法名妙玖寺殿成室玖公大姉。墓所不明，一說是在郡山城的妙玖庵附近，不過不能確認。

## 人物、逸話
- 雖然與元就是政略結婚，不過夫婦關係良好。元就在妙玖生前都沒有側室，在『三子教訓狀』中，提及對其死去而感到可惜，並命令兒子們不要吝惜供養。

- 本名不明，不過從法名「妙玖」中推測，可能是「玉」或「久」。

## 登場作品
小説
- （作者：永井路子）

電視劇
- 『毛利元就』（1997年，NHK大河劇，演員：富田靖子）